# The Living Dead (Paul Di'Anno)
The Living Dead è il quarto ed ultimo album solista di Paul Di'Anno, pubblicato nel 2006.

## Tracce
1. Symphony Of Destruction – 6:04
2. The Living Dead – 5:35
3. Mad Man In The Attic – 5:01
4. War Machine – 3:12
5. Brothers Of The Tomb – 4:44
6. P.O.V. 2005 – 3:56
7. Nomad – 7:17
8. S.A.T.A.N. – 4:20
9. Cold World – 3:56
10. Do Or Die – 3:32
11. Dog Dead – 4:51
12. Remember Tomorrow – 5:31
13. Sanctuary – 2:37